# Rutilus aula
Rutilus aula es una especie de peces de la familia de los Cyprinidae en el orden de los Cypriniformes.

## Morfología
Los machos pueden llegar alcanzar los 18 cm de longitud total.

## Hábitat
Es un pez de agua dulce.

## Distribución geográfica
Se distribuye por ríos de Italia, Croacia, Eslovenia y Suiza.